# Karl Schinzel
Karl Schinzel (20. prosince 1886 Edrovice – 23. listopadu 1951 Vídeň) byl inženýr, chemik a vynálezce německé národnosti narozený na Moravě. Rozhodnou měrou přispěl k zavedení barevné fotografie, zabýval se také reprodukčními technikami a zvukovým filmem.

## Život a dílo
Narodil se v Edrovicích, dnes místní části Rýmařova, jako prvorozený syn Karla a Theresie Schinzelových. V roce 1896 se rodina přestěhovala do Opavy, kde si otec otevřel obchod a Karl studoval na gymnáziu. Po maturitě roku 1902 se začal hlouběji zajímat o chemické procesy vyvíjení fotografií a našel zaměstnání jako účetní v opavské továrně na léky a chemikálie Hell & Co., Apotheke. Současně si zřídil soukromou laboratoř, kde trávil většinu svého volného času; své znalosti si doplňoval studiem anglicky, německy a francouzsky psaných časopisů o chemických a fotografických procesech. V roce 1905 podal ve Vídni žádost o patent týkající se procesu, který nazval „katachromie“ – jednalo se o postup vyvolávání snímků na fotografický materiál se třemi citlivými vrstvami. Jeho vynález se stal později důležitým základem, díky kterému mohly být později po roce 1935 vyráběny filmy Kodachrome a Agfacolor.
Po těchto úspěších mu zaměstnavatel pomohl pokračovat dále ve studiu chemie na vídeňské Technische Hochschule; současně navštěvoval večerní kurzy na reálné škole v Schattenfeldu. V roce 1912 získal inženýrský diplom; krátce poté byl povolán k vojenské službě.
Během 1. světové války, které se aktivně zúčastnil, působil také jako fotograf – pořizoval snímky vojáků pózujích se zbraněmi a sám je také vyvolával. Po válce rok pracoval v chemickém výzkumu a pak pokračoval ve studiu na vídeňské univerzitě doktorskou prací v oboru výroby výbušnin. Současně dále pracoval na zdokonalení svého patentu. Konkrétní návrh předložil komisi expertů roku 1922; ta jej však označila za nerealistický.
Schinzel se poté zklamaný vrátil do Opavy, kde si zařídil novou laboratoř v domě rodičů (Schinzelův dům). Morální podporu mu poskytoval bratr Ludvík, který mu také pomáhal jako asistent. Schinzel sám v ústraní pokračoval ve finančně nákladném výzkumu a řadu výsledků patentoval. Teprve po roce 1935 na bratrovo naléhání začal své výsledky publikovat v odborných časopisech.
Série jeho článků v časopise Das Lichtbild vyvolala pozornost ve firmách Kodak v USA a Agfa v Německu, kde postřehli význam Schinzelova výzkumu. V roce 1936 jej společnost Eastman Kodak pozvala na návštěvu továren do Rochesteru, New Yorku a později do Londýna. Po delších vyjednáváních firma od Schinzela odkoupila za nízkou částku práva k 27 patentům, mj. i patent na barevné vyvíjení s postupnou spektrální expozicí, který byl později označen za převrat ve vývoji fotografie. Schinzel se poté vrátil v nevalné finanční situaci do Opavy.
Necelý rok po návratu se Kodak na Schinzela obrátil znovu, aby jej požádal o pomoc při zavádění masové výroby. Schinzel po krátkém váhání souhlasil a během několika měsíců intenzivní práce byly problémy vyřešeny.
V roce 1938 se vrátil unavený a ve špatné finanční situaci do Vídně kde pracoval pro menší firmy, v letech 1942 až 1943 krátce pracoval v Berlíně. V roce 1944 se oženil s mnohem mladší Hermínou Marií Würstovou. Po konci 2. světové války přišla další rána - jeho laboratoř v Badenu byla vyrabována, přičemž přišel o všechno vybavení, knihy, časopisy, poznámky i osobní majetek. Zdrcen se vrátil do Vídně, kde ještě ze zbytků poznámek sepsal knihu o barevné fotografii. V listopadu 1951 náhle oslepl a 23. listopadu zemřel na infarkt.